# Campeonato Cearense de Futebol Feminino de 2016
O Campeonato Cearense de Futebol Feminino de 2016 foi a 10ª edição da principal competição para clubes do estado do Ceará. A primeira fase da disputa começou em 11 de setembro e a final foi jogada no dia 24 de novembro.

## 1ª fase

### Grupo A1

#### Classificação
|   |              | PG | J | V | E | D | SG | GP | GC | %     |                                                   |
| 1 | São Gonçalo  | 7  | 3 | 2 | 1 | 0 | +8 | 12 | 4  | 77.78 | Classificado às semifinais da 1ª fase e à 2ª fase |
| 2 | Quixeramobim | 7  | 3 | 2 | 1 | 0 | +3 | 3  | 0  | 77.78 | Classificado às semifinais da 1ª fase e à 2ª fase |
| 3 | ASESCA       | 3  | 3 | 1 | 0 | 2 | -5 | 6  | 11 | 33.33 | Classificado à 2ª fase                            |
| 4 | Paracuru     | 0  | 3 | 0 | 0 | 3 | -6 | 3  | 9  | 0.00  | Eliminado                                         |

#### Jogos
| Ceará        | ASE | PAR | QXE | SGO |
| ASESCA       | X   |     | 0x1 |     |
| Paracuru     | 2x3 | X   |     | 1x4 |
| Quixeramobim |     | 2x0 | X   |     |
| São Gonçalo  | 8x3 |     | 0x0 | X   |

### Grupo A2

#### Classificação
|   |                 | PG | J | V | E | D | SG  | GP | GC | %     |                                                    |
| 1 | Fortaleza       | 9  | 4 | 3 | 0 | 1 | +17 | 20 | 3  | 75.00 | Classificados às semifinais da 1ª fase e à 2ª fase |
| 2 | Menina Olímpica | 9  | 4 | 3 | 0 | 1 | +16 | 18 | 2  | 75.00 | Classificados às semifinais da 1ª fase e à 2ª fase |
| 3 | Juventus        | 9  | 4 | 3 | 0 | 1 | +5  | 11 | 6  | 75.00 | Classificado à 2ª fase                             |
| 4 | Ferroviário     | 3  | 4 | 1 | 0 | 3 | -6  | 4  | 10 | 25.00 | Eliminados                                         |
| 5 | MVN             | 0  | 4 | 0 | 0 | 4 | -32 | 0  | 32 | 0.00  | Eliminados                                         |

#### Jogos
| Ceará           | FER | FOR  | JUV | MOL  | MVN |
| Ferroviário     | X   |      |     | 1x3  | 2x0 |
| Fortaleza       | 4x0 | X    | 5x2 |      |     |
| Juventus        | 3x1 |      | X   |      | 5x0 |
| Menina Olímpica |     | 1x0  | 0x1 | X    |     |
| MVN             |     | 0x11 |     | 0x14 | X   |

### Semifinais da 1ª fase

#### Grupo B1

##### Classificação
|   |                 | PG | J | V | E | D | SG | GP | GC | %      |                                 |
| 1 | Menina Olímpica | 3  | 1 | 1 | 0 | 0 | +5 | 5  | 0  | 100.00 | Classificado à final da 1ª fase |
| 2 | São Gonçalo     | 0  | 1 | 0 | 0 | 1 | -5 | 0  | 5  | 0.00   | Eliminado da 1ª fase            |

##### Jogo
Fonte:
| São Gonçalo                                              | 0 | X | 5 | Menina Olímpica |
| -------------------------------------------------------- | - | - | - | --------------- |
| 12 de outubro de 2016 \| 13h30 \| Moraisão \| Maranguape |   |   |   |                 |

#### Grupo B2

##### Classificação
|   |              | PG | J | V | E | D | SG | GP | GC | %     |
| - | ------------ | -- | - | - | - | - | -- | -- | -- | ----- |
| 1 | Fortaleza    | 1  | 1 | 0 | 1 | 0 | 0  | 1  | 1  | 33.33 |
| 2 | Quixeramobim | 1  | 1 | 0 | 1 | 0 | 0  | 1  | 1  | 33.33 |

##### Jogo
Fonte:
| Fortaleza                                                  | 1 (5) | X | 1 (3) | Quixeramobim |
| ---------------------------------------------------------- | ----- | - | ----- | ------------ |
| 12 de outubro de 2016 \| 15h30 \| Moraisão]] \| Maranguape |       |   |       |              |

### Final da 1ª fase

#### Grupo C1
|   |                 | PG | J | V | E | D | SG | GP | GC | %      |
| - | --------------- | -- | - | - | - | - | -- | -- | -- | ------ |
| 1 | Menina Olímpica | 3  | 1 | 1 | 0 | 0 | +2 | 3  | 1  | 100.00 |
| 2 | Fortaleza       | 0  | 1 | 0 | 0 | 1 | -2 | 1  | 3  | 0.00   |

#### Jogo
Fonte: 
| Fortaleza                                                  | 1 | X | 3 | Menina Olímpica |
| ---------------------------------------------------------- | - | - | - | --------------- |
| 16 de outubro de 2016 \| 15h30 \| Moraisão]] \| Maranguape |   |   |   |                 |

## 2ª fase

### Grupo Único
|   |                 | PG | J | V | E | D | SG  | GP | GC | %     |                                        |
| 1 | Quixeramobim    | 11 | 5 | 3 | 2 | 0 | +8  | 11 | 3  | 73.33 | Classificados às semifinais da 2ª fase |
| 2 | Menina Olímpica | 10 | 5 | 3 | 1 | 1 | +11 | 17 | 6  | 66.67 | Classificados às semifinais da 2ª fase |
| 3 | Juventus        | 9  | 5 | 2 | 3 | 0 | +8  | 12 | 4  | 60.00 | Classificados às semifinais da 2ª fase |
| 4 | Fortaleza       | 8  | 5 | 2 | 2 | 1 | +6  | 12 | 6  | 53.33 | Classificados às semifinais da 2ª fase |
| 5 | São Gonçalo     | 1  | 5 | 0 | 1 | 4 | -16 | 3  | 19 | 6.67  | Eliminados                             |
| 6 | ASESCA          | 1  | 5 | 0 | 1 | 4 | -17 | 4  | 21 | 6.67  | Eliminados                             |

### Semifinais da 2ª fase

#### Grupo E1

##### Classificação
|   |              | PG | J | V | E | D | SG | GP | GC | %      |
| - | ------------ | -- | - | - | - | - | -- | -- | -- | ------ |
| 1 | Fortaleza    | 3  | 1 | 1 | 0 | 0 | +2 | 3  | 1  | 100.00 |
| 2 | Quixeramobim | 0  | 1 | 0 | 0 | 1 | -2 | 1  | 3  | 0.00   |

##### Jogo
Fonte (Sumula): http://www.futebolcearense.com.br/adm/sumulas/imagens/2016/11/ps6989_sumula13182.pdf
| Quixeramobim                                                | 1 | X | 3 | Fortaleza |
| ----------------------------------------------------------- | - | - | - | --------- |
| 15 de novembro de 2016 \| 18h30 \| Moraisão]] \| Maranguape |   |   |   |           |

#### Grupo E2

##### Classificação
|   |                 | PG | J | V | E | D | SG | GP | GC | %      |                                 |
| 1 | Menina Olímpica | 3  | 1 | 1 | 0 | 0 | +3 | 3  | 0  | 100.00 | Classificado à final da 2ª fase |
| 2 | Juventus        | 0  | 1 | 0 | 0 | 1 | -3 | 0  | 3  | 0.00   | Eliminado                       |

##### Jogo
Fonte (Sumula): http://www.futebolcearense.com.br/adm/sumulas/imagens/2016/11/ps6990_sumula13181.pdf
| Menina Olímpica                                             | 3 | X | 0 | Juventus |
| ----------------------------------------------------------- | - | - | - | -------- |
| 15 de novembro de 2016 \| 16h30 \| Moraisão]] \| Maranguape |   |   |   |          |

### Final da 2ª fase

#### Grupo F1

##### Classificação
|   |                 | PG | J | V | E | D | SG | GP | GC | %     |                                 |
| 1 | Fortaleza       | 1  | 1 | 0 | 1 | 0 | 0  | 1  | 1  | 33.33 | Classificado à final da 2ª fase |
| 2 | Menina Olímpica | 1  | 1 | 0 | 1 | 0 | 0  | 1  | 1  | 33.33 | Eliminado                       |

##### Jogo
Fonte (Sumula): http://www.futebolcearense.com.br/adm/sumulas/imagens/2016/11/ps6993_sumula13193.pdf
| Menina Olímpica                                                   | 1 (1) | X | 1 (3) | Fortaleza |
| ----------------------------------------------------------------- | ----- | - | ----- | --------- |
| 19 de novembro de 2016 \| 19h00 \| Presidente Vargas \| Fortaleza |       |   |       |           |

## Final

### Grupo G

#### Classificação
|   |                 | PG | J | V | E | D | SG | GP | GC | %      |                                      |
| 1 | Menina Olímpica | 3  | 1 | 1 | 0 | 0 | +2 | 3  | 1  | 100.00 | Campeão Cearense de 2016 (1º título) |
| 2 | Fortaleza       | 0  | 1 | 0 | 0 | 1 | -2 | 1  | 3  | 0.00   | Vice-campeão                         |

##### Jogo
Fonte (Sumula): http://www.futebolcearense.com.br/adm/sumulas/imagens/2016/11/ps6994_sumula13228.pdf
| Menina Olímpica                                                   | 3 | X | 1 | Fortaleza |
| ----------------------------------------------------------------- | - | - | - | --------- |
| 24 de novembro de 2016 \| 19h30 \| Presidente Vargas \| Fortaleza |   |   |   |           |